# Бромид-иодид ртути(II)
Бромид-иодид ртути(II) — неорганическое соединение,
смешанная соль ртути, бромистоводородной и иодистоводородной кислот
с формулой HgIBr,
жёлтые кристаллы.

## Получение
- В смеси растворов бромида и иодида ртути(II) равновесие сильно смещено в сторону смешанной соли [1]:

{\displaystyle {\mathsf {HgI_{2}+HgBr_{2}\ \rightleftarrows 2HgIBr}}}
- Реакция стехиометрических количеств иодида ртути(I) и брома [2]:

{\displaystyle {\mathsf {Hg_{2}I_{2}+Br_{2}\ {\xrightarrow {}}\ 2HgIBr}}}

## Физические свойства
Бромид-иодид ртути(II) образует жёлтые кристаллы
ромбической сингонии,

параметры ячейки a = 0,697 нм, b = 1,283 нм, c = 0,476 нм, Z = 4,
структура типа бромида ртути(II).
Растворяется в этаноле и эфире.